# Ivan Repušić
Ivan Repušić (Imotski, 1978.), hrvatski dirigent i glazbeni pedagog.

## Životopis
Ivan Repušić je osnovno i srednje glazbeno obrazovanje završio u Glazbenoj školi "Blagoje Bersa" u Zadru. Potom je studirao dirigiranje na Muzičkoj akademiji u Zagrebu kod Igora Gjadrova i Vjekoslava Šuteja. Usavršavao se kod uglednih dirigenata Jorme Panule i Gianluigija Gelmettija te kao asistent Kazushija Onoa (Badisches Staatstheater Karlsruhe) i Donalda Runniclesa (Deutsche Oper Berlin).
Od 1997. do 2001. bio je dirigent Oratorijskog zbora crkve sv. Marka Cantores Sancti Marci u Zagrebu. Od 2002. djelovao je kao dirigent, a od 2006. do 2008. kao ravnatelj Opere HNK u Splitu, gdje je ostvario niz uspješnih izvedbi opera Giuseppea Verdija (Don Carlos, Aida, Simon Boccanegra, Nabucco), Giacoma Puccinija (Sestra Angelica, Gianni Schicchi, Manon Lescaut, La bohème, Petra Iljiča Čajkovskog (Jevgenij Onjegin), Charlesa Gounoda (Faust, Gaetana Donizettija (Lucia di Lammermoor, Ljubavni napitak, Ruggera Leoncavalla (Pagliacci) i druge.
Od 2006. do 2009. bio je ravnatelj glazbenog programa festivala Splitsko ljeto, od 2009. do 2012. ravnatelj glazbenog programa Dubrovačkih ljetnih igara, a od 2005. do danas je šef-dirigent Zadarskog komornog orkestra. Ravnao je svim uglednim orkestrima i opernim ansamblima u Hrvatskoj, kao i orkestrom Njemačke državne opere u Berlinu, Simfonijskim orkestrom Giuseppe Verdi iz Milana, Praškim simfonijskim orkestrom, orkestrom Državne opere u Hannoveru, Slovenskom filharmonijom te mnogim drugima. Nastupao je na svim važnijim hrvatskim glazbenim festivalima te gostovao u mnogim europskim koncertnim dvoranama i na festivalima, od kojih valja istaknuti glasoviti bečki Musikverein, Baden Baden Festspielehaus, berlinski Konzerthaus, praški Smetana Hall, Festival Verdi Parma.
Od 2010. do 2013. bio je angažiran kao prvi Kapellmeister Državne opere u Hannoveru, gdje je uspješno ravnao izvedbama opera Falstaff, Otello, Tannhäuser, Jevgenij Onjegin, La bohème, Carmen, Otmica iz saraja, Faust i drugima. Godine 2011. debitirao je u Njemačkoj državnoj operi u Berlinu Puccinijevom operom La bohème. Od sezone 2012./2013. postao je Kapellmeister te ugledne kuće i do danas ravnao izvedbama mnogih opera, među kojima su Tosca, Krabuljni ples, Travijata, Macbeth, Čarobna frula, Lucia di Lammermoor, itd. S uspjehom je debitirao i kontinuirano dirigira i u drugim važnim njemačkim opernim kućama, primjerice Hamburškoj državnoj operi (Ljubavni napitak, Rigoletto), Semperoper Dresden (Čarobna frula), Komičnoj operi u Berlinu (Rigoletto, Travijata).
Uz dirigentske obveze, Repušić je bio posvećen i pedagoškom radu na Umjetničkoj akademiji Sveučilišta u Splitu.

## Nagrade i priznanja
- 2001. – nagrada Mladi glazbenik godine (Zagrebačka filharmonija)
- 2001. – Dekanova nagrada
- 2001. – nagrada Hrvatskog glazbenog zavoda kao najboljem diplomantu Muzičke akademije
- 2004. – nagrada Judita za najbolje ostvarenje u glazbenom programu 50. Splitskog ljeta[4]
- 2005. – nagrada Slobodne Dalmacije Jure Kaštelan za umjetnička postignuća
- 2006. – nagrada Ante Marušić za najbolje umjetničko ostvarenje u Operi HNK u Splitu u sezoni 2005./2006.
- 2007. – nagrada Orlando Hrvatske radiotelevizije za najuspješnije ostvarenje u glazbenom dijelu programa 58. Dubrovačkih ljetnih igara
- 2007. – Nagrada hrvatskog glumišta za najbolje dirigentsko ostvarenje na području opere[5]
- 2008. – Nagrada Grada Zadra[6]
- 2020. – Godišnja Nagrada Vladimir Nazor[7]

## Vanjske poveznice
- Ivan Repušić – službene stranice (hrv.) (engl.) (njem.)
- Umjetnička akademija u Splitu: Ivan Repušić (životopis) (hrv.)
- HNK u Splitu: Ivan Repušić (hrv.) (engl.)
- Deutsche Oper Berlin: Ensemble – Ivan Repušić (životopis) (njem.) (engl.)
- Operabase.com – Ivan Repušić, conductor (angažmani) (engl.)
- Nacional.hr – Željko Rogošić: »Ivan Repušić - dirigentska zvijezda prije tridesetog rođendana«  Arhivirana inačica izvorne stranice od 14. srpnja 2014. (Wayback Machine) (Interview)

ž